# Adam Conley
Pour les articles homonymes, voir Conley.
Adam Michael Conley (né le 24 mai 1990 à Redmond, Washington, États-Unis) est un lanceur gaucher qui a joué pour les Marlins de Miami et les Rays de Tampa Bay dans la Ligue majeure de baseball.

## Carrière
Joueur à l'école secondaire d'Olympia (Washington), Adam Conley est repêché au 32e tour de sélection par les Twins du Minnesota en 2008. Il repousse l'offre, rejoint les Cougars de l'université d'État de Washington, puis signe son premier contrat professionnel avec les Marlins de Miami, qui le sélectionnent au second tour du repêchage des joueurs amateurs en 2011.
Lanceur partant dans les ligues mineures, Conley fait ses débuts dans le baseball majeur comme lanceur de relève pour les Marlins de Miami le 10 juin 2015 contre les Blue Jays de Toronto.